# Catalpa bignonioides
Catalpa bignonioides là một loài thực vật có hoa trong họ Chùm ớt. Loài này được Walter mô tả khoa học đầu tiên năm 1788.

Catalpa bignonioides
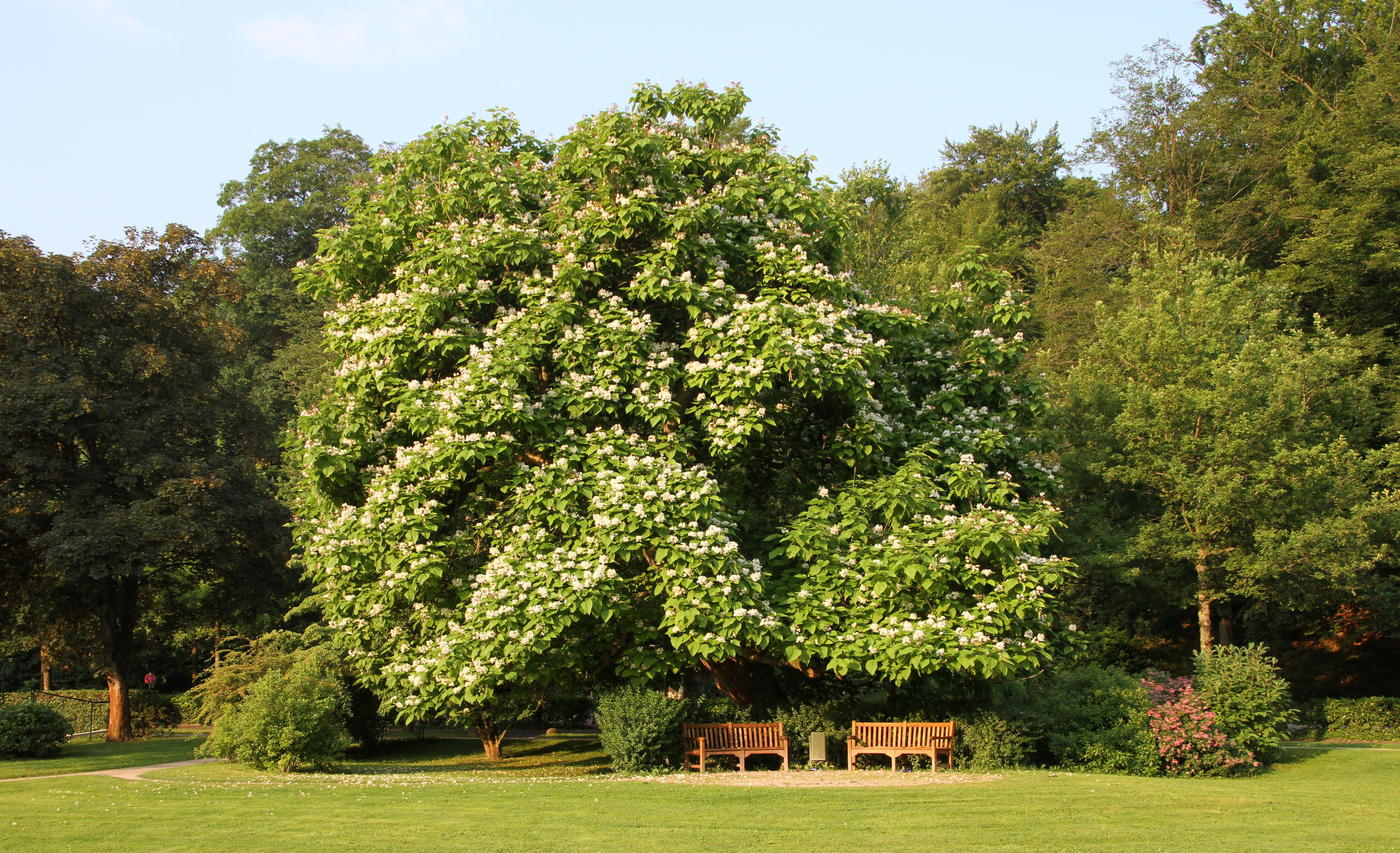
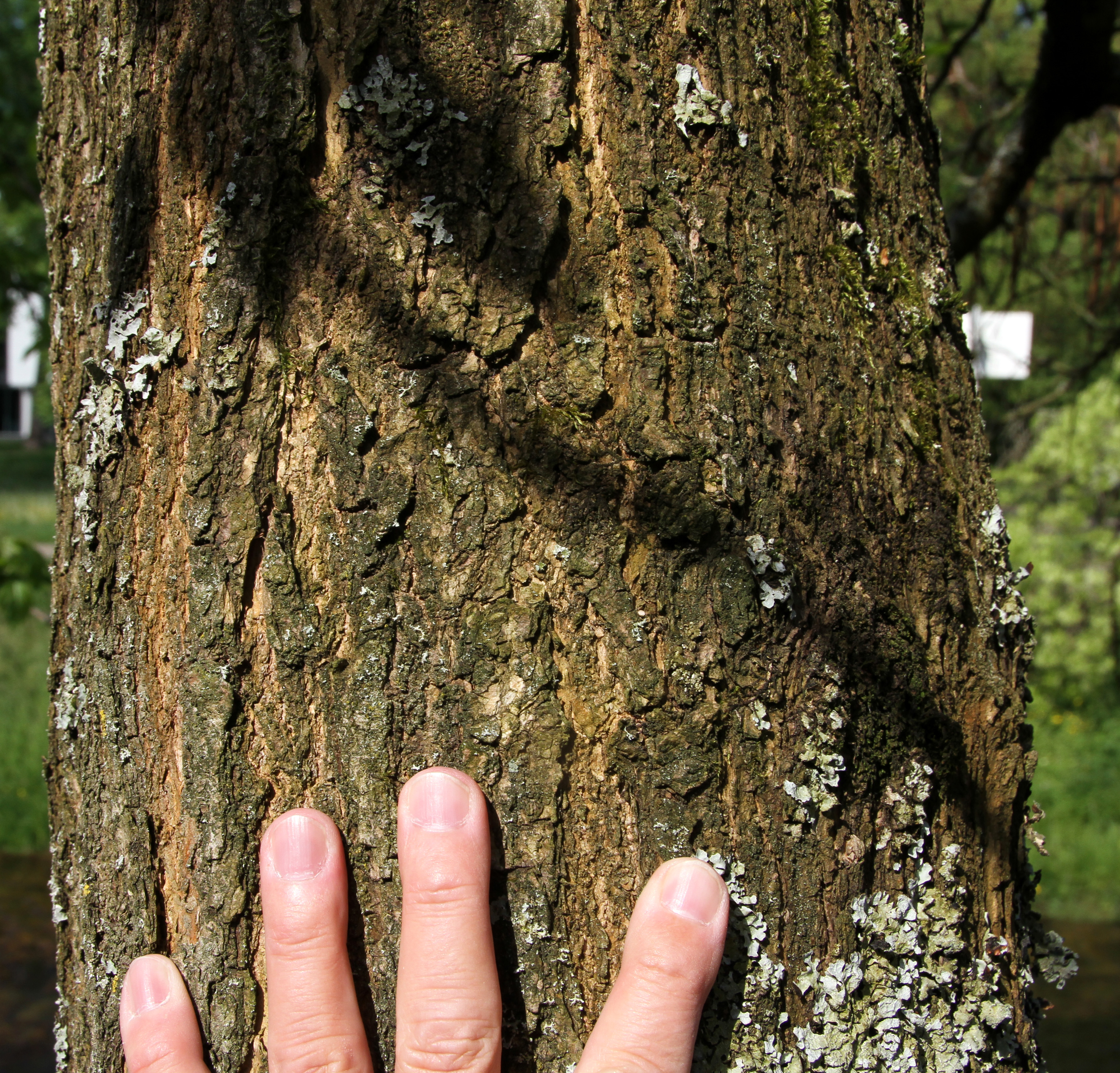
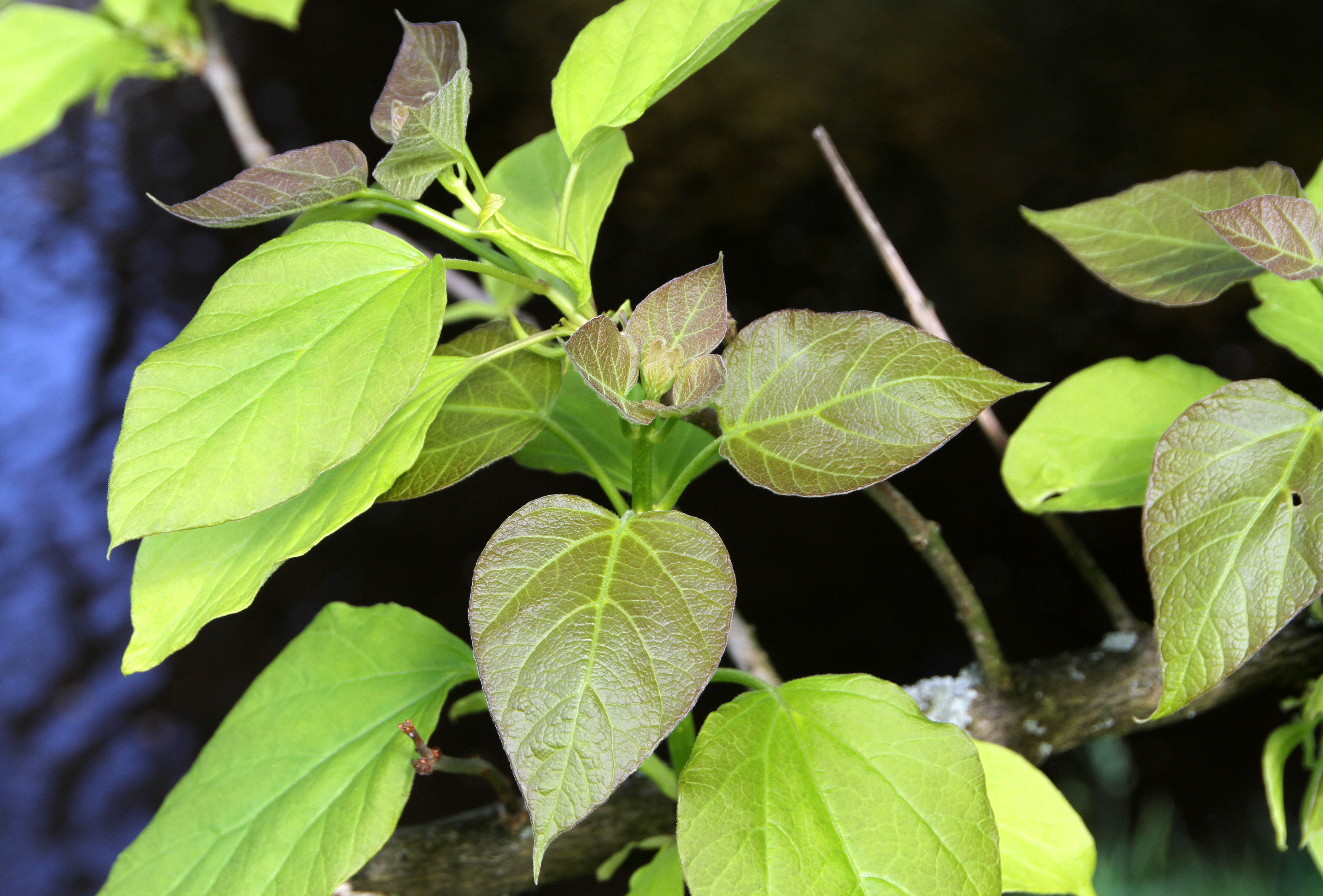
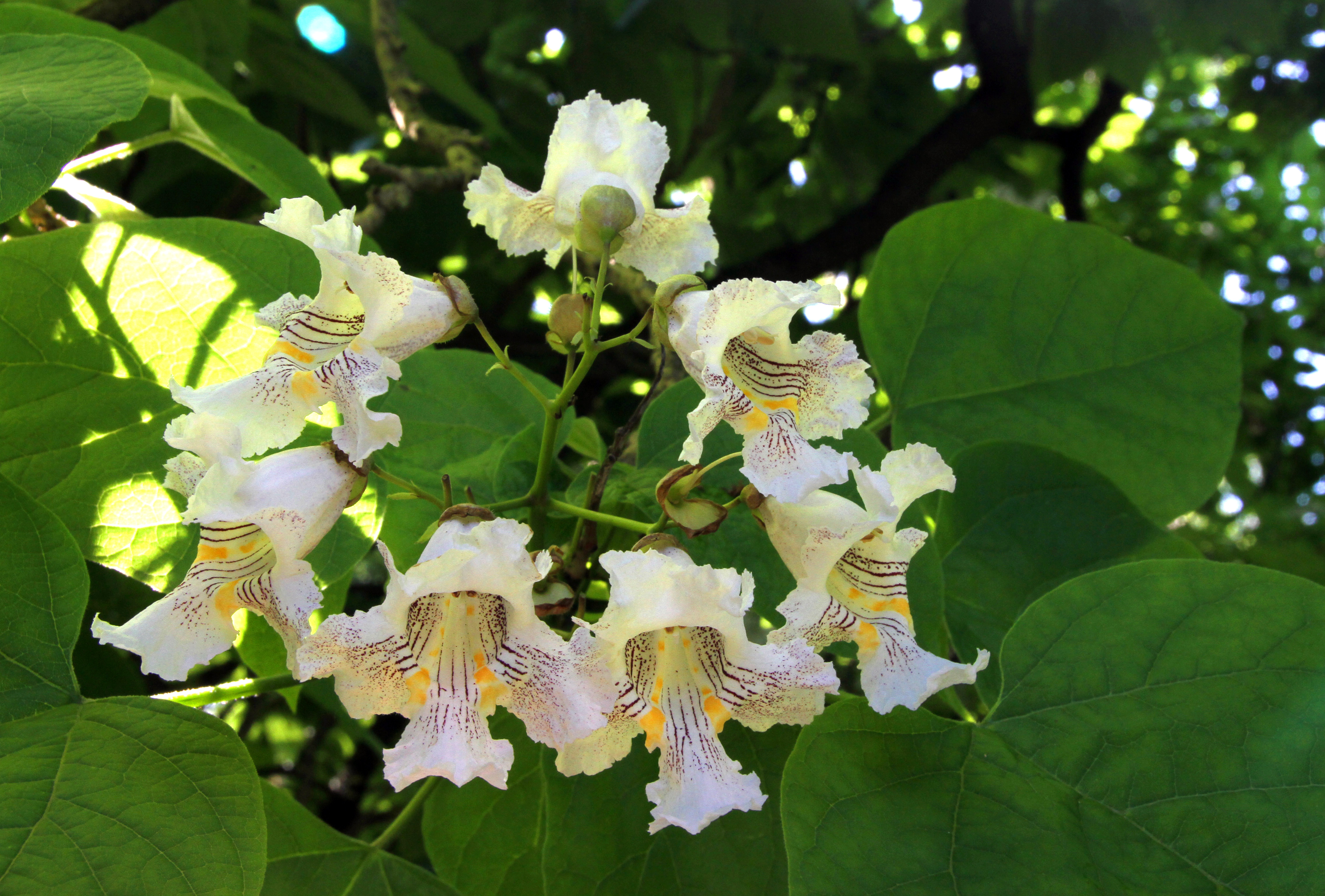
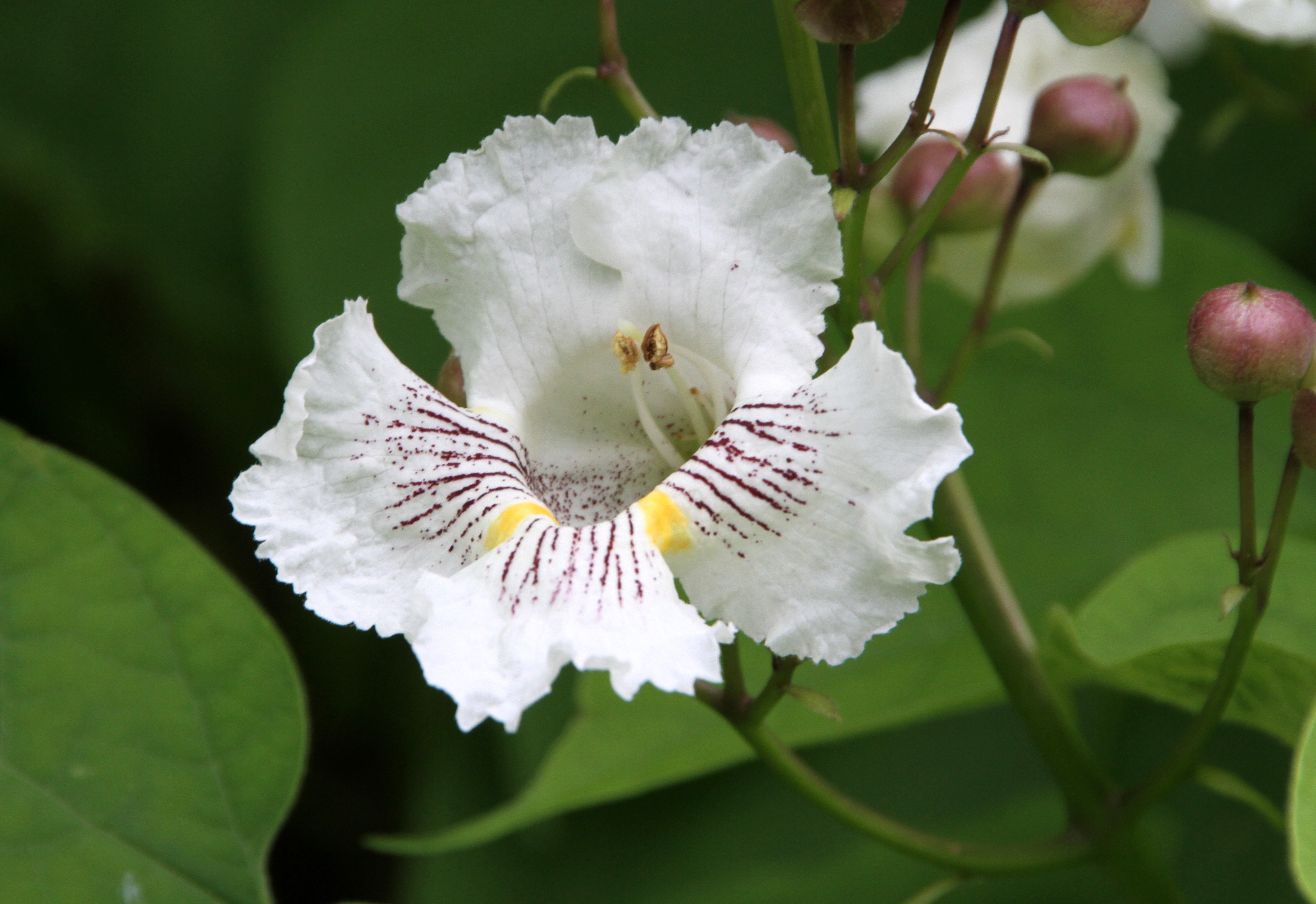
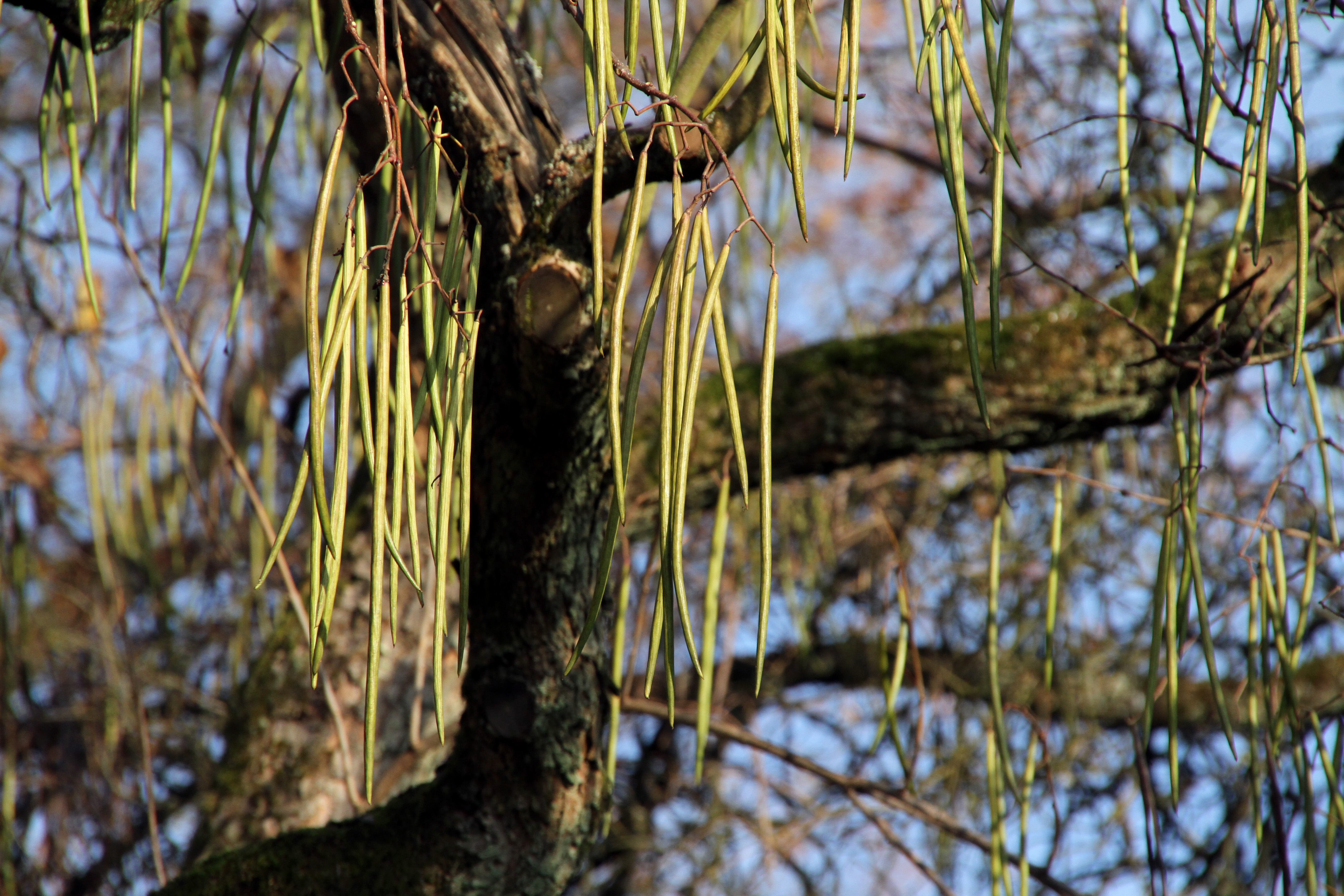
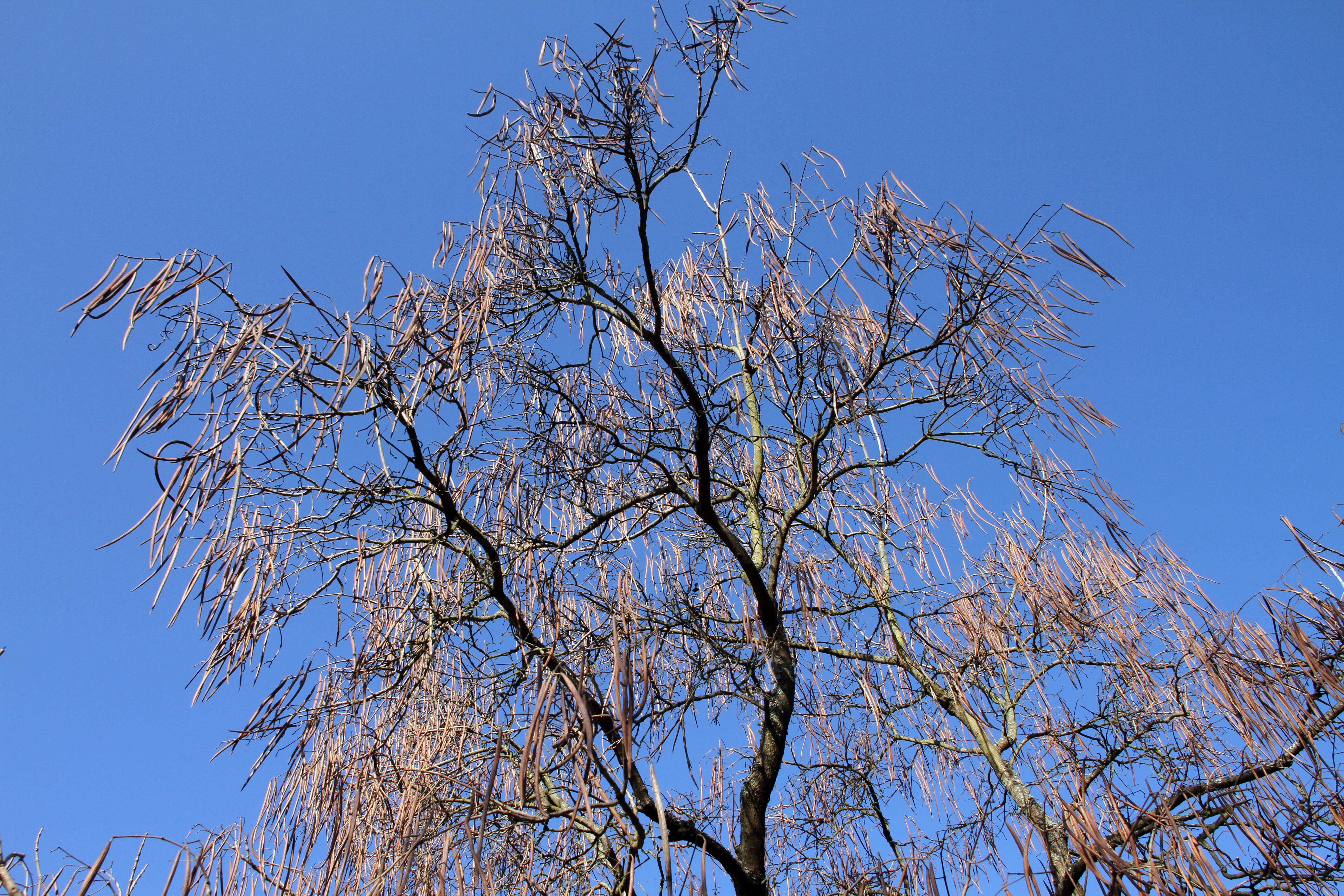
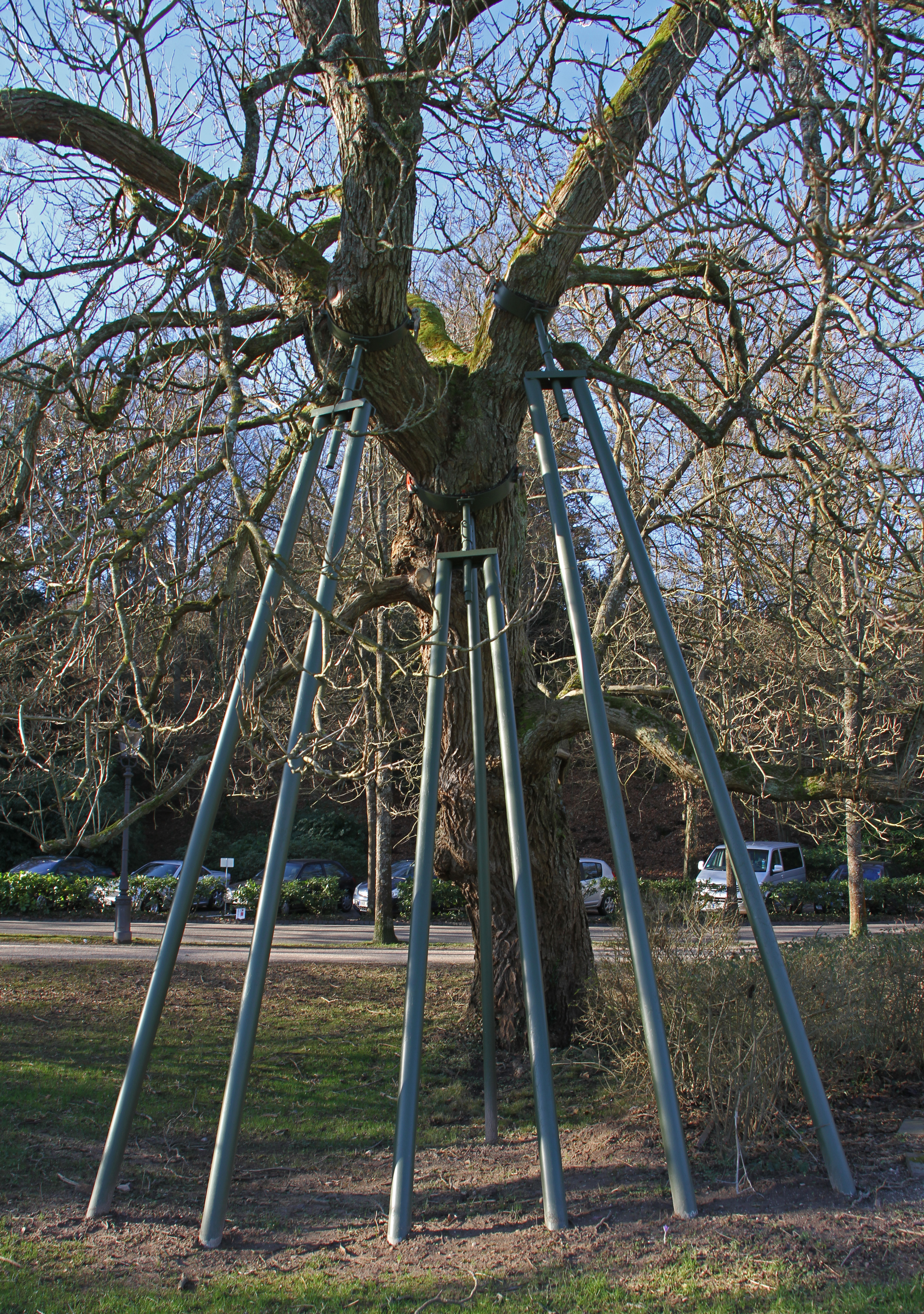